# Бабушка (Семейка Аддамс)
Бабушка (англ. Grandmama) — вымышленный персонаж во франшизе «Семейка Аддамс», мать Гомеса Аддамса (в некоторых версиях — его тёща, мать Мортиши). Выглядит как классическая старая ведьма, при этом очень любит своих внуков.

## История
Бабушка впервые появилась в газетных комиксах «Семейка Аддамс», созданных карикатуристом Чарльзом Аддамсом в 1930-х годах. В сериале «Новая семейка Аддамс» упоминается её имя — Юдора, а в сериале «Уэнздей» — Эстер Фрамп.

## В фильмах и сериалах
Телевидение
- «Семейка Аддамс» (телесериал 1964—1966 годов, выходивший на ABC)
- «Семейка Аддамс» (мультсериал 1973 года, выходивший на NBC)
- «Хэллоуин с новой семейкой Аддамс» (телефильм 1977 года)
- «Семейка Аддамс» (мультсериал 1992—1993 годов, выходивший на ABC)
- «Новая семейка Аддамс» (телесериал 1998—1999 годов, выходивший на Fox Family)
- «Уэнздей» (телесериал 2022 года, выходящий на Netflix)

Кино
- «Семейка Аддамс» (полнометражный фильм 1991 года)
- «Семейные ценности Аддамсов» (полнометражный фильм 1993 года)
- «Воссоединение семейки Аддамс» (полнометражный фильм 1998 года)
- «Семейка Аддамс» (полнометражный мультфильм 2019 года)
- «Семейка Аддамс: Горящий тур» (полнометражный мультфильм 2021 года)